# September 2013
Dit artikel geeft een chronologisch overzicht van de belangrijkste gebeurtenissen per dag van de maand september in het jaar 2013.

## Gebeurtenissen

### 1 september
- Macky Sall, de president van Senegal, ontslaat zijn eerste minister Abdoul Mbaye en diens regering.
- In Irak komen minstens vijftien mensen om bij gevechten na een mortieraanval op een kamp met Iraanse dissidenten.
- Bij een busongeluk in het zuiden van Kazachstan vallen minstens elf doden en 33 gewonden.
- Acht werknemers van een mijnbedrijf komen om bij een aanslag met een bermbom ten noorden van de Afghaanse hoofdstad Kabul.
- Bij de 29ste editie van de wereldkampioenschappen judo, die worden gehouden in Rio de Janeiro, eindigt Nederland als twaalfde in het medailleklassement, dankzij twee zilveren (Henk Grol en Marhinde Verkerk) en drie bronzen medailles (Dex Elmont, Anicka van Emden en Kim Polling).

### 2 september
- Een tyfoon veroorzaakt veel schade in een buitenwijk van Tokio. Zo'n tyfoon komt niet veel voor in de agglomeratie Groot-Tokio.
- De regering van Colombia biedt haar ontslag aan aan president Juan Manuel Santos na weken van sociale onrust in het land. Het ontslag moet het de president mogelijk maken om de regering te herschikken.

### 3 september
- Microsoft en Nokia maken bekend dat het Amerikaanse softwarebedrijf de Finse telecommunicatiefabrikant grotendeels zal overnemen.
- Bij verschillende bomaanslagen in de Irakese hoofdstad Bagdad vallen minstens 67 doden en meer dan honderd gewonden.
- In de Britse stad Birmingham wordt de grootste openbare bibliotheek van Europa geopend. Het is een ontwerp van het Nederlandse architectenbureau Mecanoo van architecte Francine Houben.
- Zes mensen komen om bij een explosie in de Turkse provincie Hatay nabij de Syrische grens.
- Zeventig procent van Venezuela wordt getroffen door een stroomstoring.

### 4 september
- In Latifiya, een stad 40 km ten zuiden van de Irakese hoofdstad Bagdad, komen minstens achttien mensen om bij een aanslag op twee huizen.

### 5 september
- Bij een kettingbotsing met meer dan 130 auto's op de Sheppey Crossing in het Britse graafschap Kent vallen 200 gewonden.
- Er vallen 27 doden en meer dan 80 gewonden bij een groot verkeersongeval in de Zuid-Afrikaanse provincie KwaZoeloe-Natal. Een vrachtwagen botst op vier minibusjes vol passagiers.
- In het Russische Sint-Petersburg gaat de G20-top van start in een gespannen sfeer, door de onenigheid over een militaire interventie in Syrië.
- Het parlement van Kenia stemt voor een terugtrekking van het land uit het Internationaal Strafhof. Kenia wordt zo het eerste land dat het strafhof verlaat.
- Er vallen twee doden en minstens negentien gewonden bij twee aanslagen met autobommen in de Irakese stad Kirkuk.
- De Koerdische separatistische groepering PKK trekt geen troepen meer weg uit Turkije naar Noord-Irak, omdat de AKP, partij van premier Erdoğan, weinig tot geen toegevingen heeft gedaan in het vredesproces.

### 6 september
- Bij een raketaanval met een drone in het noordwesten van Pakistan gericht op een rebellenkamp worden minstens zes rebellen gedood.
- Het bestaan van het geheime programma Bullrun wordt onthuld in een artikel van The Guardian na gelekte informatie door klokkenluider Edward Snowden.

### 7 september
- Het Internationaal Olympisch Comité maakt bekend dat de Japanse hoofdstad Tokio de Olympische Zomerspelen van 2020 zal organiseren.
- De Australische parlementsverkiezingen worden gewonnen door de oppositie. De conservatief Tony Abbott krijgt met zijn coalitie van de Liberal Party en de National Party een absolute meerderheid. De zittende Labor Party verliest een vijfde van zijn zetels.[1]
- Een dubbele aanslag op een restaurant in de Somalische hoofdstad Mogadishu doodt minstens achttien mensen.

### 8 september
- Serena Williams wint voor de vijfde maal in haar carrière de US Open. In de finale verslaat zij Viktoryja Azarenka.
- In het Guatemalteekse dorpje San José Nacahuil worden elf mensen gedood bij een schietpartij in de hoofdstraat.

### 9 september
- Het Van Gogh Museum heeft een nieuw schilderij van Vincent van Gogh ontdekt: Zonsondergang bij Montmajour (1888). Het schilderij is minstens een jaar in het museum te zien.
- In Noorwegen worden parlementsverkiezingen gehouden. De sociaaldemocratische Arbeiderpartiet wint de stembusgang.

### 12 september
- NASA bevestigt dat de ruimtesonde Voyager 1, gelanceerd in 1977, intussen de interstellaire ruimte heeft bereikt. Daarmee is dit het eerste door de mens vervaardigde object dat de heliosfeer verlaten heeft. Voyager 2 volgt.

### 14 september
- Op het EK volleybal voor vrouwen verslaat Rusland in de finale het Duitse team met 3-1. België verovert de bronzen medaille.
- Rusland en de Verenigde Staten bereiken in Genève een akkoord over een plan om de chemische wapens in Syrië op te ruimen.

### 16 september
- Minstens 48 mensen komen om in Mexico door de orkanen Ingrid en Manuel.
- Er vallen 13 doden (inclusief de dader) en 8 gewonden bij marinebasis Navy Yard in Washington D.C. door een schietpartij.

### 17 september
- Prinsjesdag, begin van het parlementaire jaar in Nederland.
- Grand Theft Auto 5 kwam uit in 2013.

### 18 september
- Tony Abbott wordt premier van Australië, elf dagen na de parlementsverkiezingen.

### 21 september
- De islamistische terreurorganisatie Al-Shabaab pleegt een aanslag in het winkelcentrum Westgate in Nairobi, Kenia, waarbij minstens 68 mensen om het leven komen.

### 22 september
- Tijdens de Duitse verkiezingen behalen CDU/CSU onder leiding van Angela Merkel een overwinning met 311 van de 630 zetels.
- In de Mexicaanse stad Ciudad Juárez worden tien mensen vermoord op een feestje na een honkbalwedstrijd. Men vermoedt dat de daders lid zijn van een drugskartel.

### 23 september
- Minstens 25 mensen komen om bij de doortocht van de tyfoon Usagi in het zuiden van China. Eerder al vielen er acht slachtoffers in de Filipijnen.
- Een commissie van de Vrije Universiteit Amsterdam maakt bekend dat oud-hoogleraar Mart Bax op grote schaal fraudeerde in zijn cv en in wetenschappelijke publicaties.

### 24 september
- Het zuiden en zuidwesten van Pakistan worden getroffen door een aardbeving met een kracht van 7,8 op de schaal van Richter. Minstens 200 mensen komen om.
- Bij een aanslag met een autobom in de Syrische hoofdstad Damascus worden minstens zeven mensen gedood.
- In Bolivia komen minstens vijftien mensen om het leven bij een aardverschuiving tussen Ixiamas en La Paz.

### 27 september
- De VN-Veiligheidsraad bereikt voor het eerst sinds het uitbreken van de Syrische Burgeroorlog een akkoord over maatregelen. Er wordt unaniem een resolutie aangenomen over de vernietiging van alle chemische wapens in Syrië.
- Minstens 25 mensen komen om bij de instorting van een gebouw in de Indiase stad Mumbai.
- Voor het eerst sinds 1979 spreken de presidenten van de Verenigde Staten en Iran met elkaar, wanneer Barack Obama en Hassan Rohani een telefoongesprek van een kwartier voeren.

### 29 september
- De Portugees Rui Costa wordt in Florence wereldkampioen wielrennen bij de wegrit mannen elite. De Nederlandse Marianne Vos werd een dag eerder wereldkampioene bij de wegrit vrouwen elite.
- België, met Clément Desalle, Ken De Dycker en Jeremy Van Horebeek, wint in Teutschenthal de Motorcross der Naties. De vorige Belgische overwinning dateert van 2004.
- Een aanslag op een drukke markt in de Pakistaanse stad Pesjawar kost het leven aan 42 mensen en verwondt meer dan 100 anderen.
- Bij gemeenteraadsverkiezingen in Portugal worden de regeringspartijen zwaar afgestraft vanwege van hun besparingsbeleid.
- In het zuiden van Irak blaast een man zichzelf op tijdens een begrafenis. Zeker 24 mensen worden gedood. Bij een aanslag op een rouwdienst in Hilla vallen 30 gewonden.
- De volleyballers van Rusland winnen voor de eerste keer in de geschiedenis de Europese titel. In de finale is de ploeg met 3-1 te sterk voor Italië. Sterspeler Dmitriy Muserskiy wordt na afloop van het toernooi uitgeroepen tot meest waardevolle speler.

## Overleden
<< · januari · februari · maart · april · mei · juni · juli · augustus · september · oktober · november · december · >>